# Natriumpicramaat
Natriumpicramaat is het natriumzout van picraminezuur. Het is het reactieproduct van picraminezuur met natriumhydroxide.
Het wordt in de cosmetica aangewend als bestanddeel van haarkleurformuleringen, ook van hennapoeder voor het verven van haar. Picraminezuur zelf heeft een pKa van ongeveer 4, terwijl typische haarkleuringsproducten een pH tussen 6,5 en 10 hebben. Daarom is het steeds het zout dat beschikbaar is in deze producten.
In zuivere toestand is het zout een roodbruine pasta. De effectieve kleur bij de haarkleuring hangt wel af van de andere componenten in de formulering.
Natriumpicramaat kan, tijdens de haarkleuring, aanwezig zijn in een concentratie van maximaal 0,6 % in zowel oxidatieve (die gemengd worden met waterstofperoxide) als niet-oxidatieve haarkleuringen. Natriumpicramaat zelf is niet reactief en het zou dus niet deelnemen aan de oxidatie. Bij deze concentraties wordt het als veilig beschouwd, zeker in niet-oxidatieve kleurmiddelen, hoewel natriumpicramaat zelf een lichte huidsensibilisator is.